# Berna Burell
Berna Pérez Ayala de Burell o Berna Pérez de Burell (Ciudad de Panamá, 28 de diciembre de 1948 - 28 de junio de 2018) fue una escritora y crítica literaria panameña, catedrática de Lengua y Literatura Española en la Universidad de Panamá con una especialidad en Filología Hispánica por la Universidad Complutense de Madrid  y,  miembro de la Academia Panameña de la Lengua.
Ejerció los cargos de directora de Cultura en la Vicerrectoría de Extensión (1994-1998) y de asesora cultural  (1998).
El 8 de abril de 2003 es elegida miembro numerario de la Academia Panameña de la Lengua  para ocupar la silla O, fue tesorera hasta 2009 y, de 2009 a 2015, directora. Su discurso de ingreso lo tituló «Nuestra lengua, el legado más importante para ser».

## Publicaciones[3]
- Artículos en Periódico La Estrella de Panamá y La Prensa, en las revistas: "El Búho", "Imagen" y "Viaje", entre otras; al igual que poemas en La Estrella de Panamá.
- Escribe la columna mensual "Hablemos sobre Libros" en la revista  Ellas (diario La Prensa).
- Libro de Ensayo: Neruda y la mujer (Panamá, 1993),  con prólogo de Rodrigo Miró Grimaldo

### Novelas
- 2004. La envidia es color de arsénico (Alfaguara, Panamá)[4]

### Ensayos de crítica
- ¿Por qué los jóvenes no leen? (1979)
- ¿Escritores envidiosos? (1982)
- El realismo mágico y lo real maravilloso (1983)
- La novela hispanoamericana contemporánea (1984)
- El cuento en Panamá (1986)
- Un pintor que pinta con oraciones (1989)
- Carta abierta a todo el que desee leerla (1990)
- La Academia Panameña de la Lengua (1993)
- Había una vez un principito (1994)
- Mami, yo también quiero leer (2000)
- En Panamá sí se lee (2000)
- La literatura infantil y juvenil, prioridad de todos (2000)
- La novela panameña, una historia novelada (2000)
- La literatura, camino a la libertad de los pueblos (2001)
- Cinco mujeres de espíritu y cinco maneras de crear (2001)
- La sencilla armonía (2002)
- La novela panameña, una historia novelada (2003)
- América, origen onírico y reiterado que te narras en piedra (2007)
- Ponencia en el IV Congreso Internacional de la Lengua española y
- Lo mítico y simbólico imbrincados en la realidad: ilusión ficcional de El ahogado (2016), ensayo crítico para la edición conmemorativa de El ahogado, Premio Ricardo Miró, 1954